# Паробродско друштво Вестераленс
Паробродско друштво Вестераленс (норв. Vesteraalens Dampskibsselskab) била је норвешка бродска компанија која је руководила трајектима у северној Норвешкој.

## Историја
Трајектну службу основао је Ричард Вит 10. новембра 1881. у Стокмаркнесу у Нордланду, Норвешка. Исте године, први брод компаније - пароброд Вестерален из 1865. године (бивши Арендал) купљен је од компаније Арендалс. Компанија се кретала на локалној транспортној рути да би 1893. покренула прву брзу обалску руту користећи брод Вестерален из 1891. Компанија се 1987. спојила са паробродским друштвом Офотенс тако формирајући нову компанију Офотенс и Вестераленс (ОVDS). Удружена компанија се 2006. спојила са паробродским друштвом округа Тромсе тако формиравши Хуртигрутен групу.